# Петрус, Ежи
Ежи Тадеуш Петрус (пол. Tadeusz Jerzy Petrus, р. 1946) — польский искусствовед. Заместитель директора Королевского замка в Вавеле. Профессор Ягеллонского университета в Кракове. Преподает историю искусств в духовной семинарии в Брюховичах. Автор нескольких монографий о храмах, в частности в Комани, Ляшко-Каменных, в Надворной, Самборе, Стрые, Жовкве. Совместно с профессором Яном К. Островским координирует работу над частью I «Kościoły i klasztory rzymskokatolickie dawnego województwa ruskiego» серии «Materiały do dziejów sztuki sakralnej na ziemiach wschodnich dawnej Rzeczypospolitej» (по состоянию на 2015 год издано 23 тома). Совместно с Островским работает над последними томами серии, посвященными львовской Латинской кафедральном соборе. Исследует польский портрет, сотрудничает в этом с львовскими музеями, в частности с Галереей искусств. Автор трудов, посвященных львовскому музейному делу. Принимает участие в реставрации памятников польской культуры на территории Украины, Беларуси, Латвии и Литвы. Член польско-украинской комиссии, которая следит за реставрационными работами. В 2011 году отмечен Командорским крестом Орден Возрождения Польши.